# Harry Crosby
Pour l’article homonyme, voir Harry Crosby (acteur).
Henry Van Rensselaer Crosby of Albany dit Henry Grew Crosby ou Harry Crosby, né le 4 juin 1898 à Boston - décédé le 10 décembre 1929 à New York, fils de Stephen Crosby, banquier et d'Henrietta Grew, est issu de la haute société bostonienne, neveu et filleul de John Pierpont Morgan Jr, le banquier le plus puissant de Wall Street et neveu d'autre part de Walter Berry, président de la chambre de commerce américaine de Paris, fameux érudit et dilettante parisien.

## Biographie
Harry Crosby épouse en 1922 Mary Phelps Jacob dite Polly (1892-1970), inventrice du soutien-gorge, divorcée de Dick Peabody, et qui fut surnommée par lui « Caresse ».
Ils créèrent les éditions Black Sun Press à Paris en 1927 qui éditera les principaux écrivains anglo-saxons de l'époque.
Eux-mêmes écriront un certain nombre de recueils de poèmes et laisseront des mémoires et journaux intimes.
Ils mèneront une vie agitée et très libre dans le Paris des années 1920 en compagnie de la bohème franco-américaine de l'époque.
Harry Crosby se suicide avec sa maîtresse Joséphine Bigelow le 10 décembre 1929 à l'hôtel des Artistes à New York à l'âge de 31 ans.

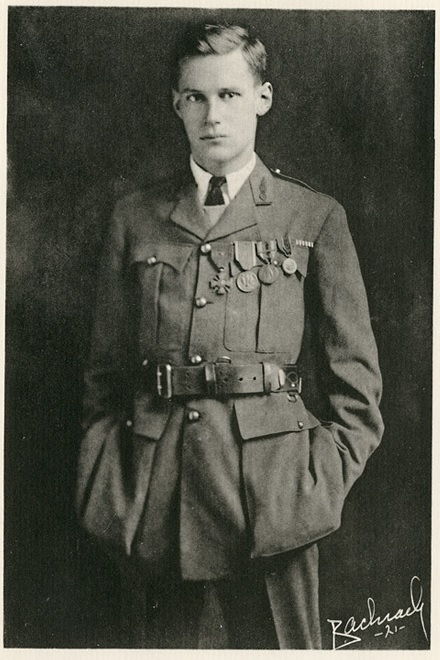
Harry Grew Crosby en 1919